# 张家湾镇 (富县)
张家湾镇，是中华人民共和国陕西省延安市富县下辖的一个乡镇级行政单位。

## 行政区划
张家湾镇下辖以下地区：
王家角村、炮楼村、小山子村、黑水寺村、川庄村、和尚塬村、杨家湾村、水磨坪村、八卦寺村、石场子村、瓦窑沟村、三城村和张家湾村。